# جامعة العلوم والتكنولوجيا (اليمن)
جامعة العلوم والتكنولوجيا هي جامعة خاصة في اليمن تأسست عام 1994 وتتبع النظام الفصلي ونظام الساعات المعتمدة، وهي جامعة غير مختلطة، مقرها الرئيسي صنعاء  ويوجد فرع مستقل للطالبات، لها فروع في عدد من المحافظات اليمنية. ويبلغ عدد الطلاب الملتحقين بها في جميع فروعها ما يقارب ال 20 ألف طالب، تحتل الجامعة المرتبة 117 في تصنيف الجامعات العربية.

## تاريخ
تأسست الجامعة عام 1994.
كانت البداية بنشأة الكلية الوطنية للعلوم والتكنولوجيا، بوصفها أول كلية أهلية تقنية في اليمن، بموجب الترخيص رقم (2220)، بتأريخ 29/12/1992م. وبعد ذلك تم افتتاح جامعة العلوم والتكنولوجيا بموجب القرار الوزاري رقم (2/94)، وتأريخ 30 رجب 1414 هـ، الموافق 12/1/1994م الصادر عن وزارة التعليم العالي.
وقد استوعبت الجامعة منذ إنشائها عدداً كبيراً من التخصصات في مختلف المجالات الطبية والهندسية والتقنية والإدارية والإنسانية والاجتماعية، وركزت على توفير تخصصات نوعيه غير متوفرة في الجامعات المحلية ويحتاج إليها المجتمع.

## الكليات
- كلية الطب والعلوم الصحية].[7]
- كلية الهندسة].[8]
- كلية طب الأسنان].[9]
- كلية الصيدلة].[10]
- كلية العلوم الإدارية].[11]
- كلية الحاسبات وتكنولوجيا المعلومات].[12]
- عمادة التعليم المفتوح].[13]
- كلية العلوم الإنسانية والاجتماعية][14]
- عمادة الدراسات العليا والبحث العلمي.[15]

## المراكز البحثية والخدمية في الجامعة
1- مركز الاستشارات والتنمية
2- مركز اللغات الدولي
3- مركز اللغة العربية والدراسات الشرقية
4- مركز تطوير التفوق
5- المركز الإعلامي للإنتاج والتدريب والاستشارات
6- مركز الحاسوب للتدريب والأنظمة
7- مركزالتعليم والتعلم
8- مركز أبحاث المناطق الحارة
9- مركز التعليم الطبي والتدريب
10- مركز الاستشارات والبحوث الهندسية
11- مركز معايرة واستشارات الأجهزة الطبية
12- مركز نظم المعلومات الجغرافية للتدريب والبحوث GIS
13- مركز التصميم الإلكتروني والطاقة المتجددة
14- المركزالتكنولوجي للمياه والبيئة
15-مركز جامعة العلوم والتكنولوجيا للكتاب الجامعي
16- مركز الابحاث والدراسات الصيدلانية
17-المركز الإسلامي للمصارف والتمويل الإسلامي

## أبرز الخريجين
من أبرز خريجي جامعة العلوم والتكنولوجيا توكل كرمان الحاصلة على جائزة نوبل للسلام لعام 2011 لتصبح أول يمنية وأول امرأة عربية، وثاني امرأة مسلمة تفوز بجائزة نوبل، وثاني أصغر حائز على جائزة نوبل للسلام حتى الآن.

## رؤساء الجامعة
- أ.د. داود الحدابي 1994 - 2007
- د. عبدالفتاح دياب 2007 - 2009
- أ.د.حميد محمد عقلان 2009 - 2020
- د. عادل المتوكل  2020 -2023[17][18]
- أ.د.خالد احمد صلاح 2023-2025
- أ.د.القاسم محمد عباس 2025

## روابط خارجية
- جامعة العلوم والتكنولوجيا